# Genma Wars
Genma Wars (幻魔大戦, Genma Taisen) est une série de manga de science-fiction à thème apocalyptique créé par Kazumasa Hirai et Shōtarō Ishinomori à partir de 1967. Cette série a fait par la suite l’objet de plusieurs développements indépendants par des contributions individuelles des deux auteurs. Cette œuvre a aussi été adaptée sur de nombreux supports dont un film en 1983 réalisé par Rintaro et scénarisé par Katsuhiro Ōtomo qui est aussi à l'origine du char-design ; cela a aussi été l’un des premiers animes long métrage qui soit sorti aux États-Unis, où sa réception a été mitigée.

## Manga
Les deux premiers volumes, Genma Taisen, furent écrit par Kuzumasa Hirai et dessinée par Shôtarô Ishinomori et parurent en 1967. Les deux volumes suivant, Shin Genma Taisen, sortirent entre 1971 à 1974. Ensuite, Kuzumasa Hirai écrira de son côté 7 nouvelles, parues entre 1978 et 2008, qui serviront de base au film d’adaptation  Harmagedon: Genma Wars. Tandis que Shôtarô Ishinomori fera 3 autres volumes indépendamment intitulé Genma Taisen : Shinwa Zenya no Shou en 1979 et qui sera adapté en une série télévisée éponyme.

## Adaptations

### Film
Harmagedon: Genma Wars (幻魔大戦 ‒ハルマゲドン‒, Genma Taisen: Harumagedon) est sorti en 1983. Il a été dirigé par Rintaro, Yoshinori Kanada et Katsuhiro Otomo et pour lequel il y a eu plus de 200 contributeurs. Le film a été salué comme un classique incontournable pour sa réalisation technique et artistique mais critiqué pour sa lenteur et le manque de rythme et de profondeur des personnages.

#### Synopsis
À la fin des années 1990, une force destructrice se propage à travers l’univers et des mondes entiers sont anéantis. Alors que ce mal nommé Genma se rapproche de la Voie Lactée et de la Terre, quelques humains aux pouvoirs psychiques hors du commun se trouvent informés de l’imminence du danger aux quatre coins du monde. Le jeune japonais Joe Azuma va petit à petit apprendre à contrôler ses pouvoirs. Alors que le groupe s’apprête à affronter Genma, ils reçoivent l’aide de Vega, un cyborg vieux de 2 000 ans qui a tout perdu dans son monde d’origine et qui a combattu Genma il y a des siècles. Tandis que la Terre est ravagée par Genma, entraînant la destruction de grandes villes comme Tokyo et New York, le groupe psionique comprend que leurs pouvoirs proviennent de l’amour qu’ils portent à chacun, la vie et la Terre. En s’unissant, ils parviennent à détruire Genma.

#### Principaux Protagonistes
- Vega : un cyborg de combat de plus de 2 000 ans qui combat Genma
- Genma Daioh : une entité maléfique et destructrice qui veut anéantir le monde
- Froi : une entité bénéfique qui annonce aux Terriens la menace existante
- les Terriens élus: Luna (princesse de Transylvanie), Joe Azuma (personnage principal, Japon), Yogin (Inde), Tao (Chine), Sonny Lynx (Etats-unis), Asanshi (Arabie Saoudite), Salamander (Indien d’Amérique), et Michiko (la sœur de Joe, Japon).

#### Fiche technique du film
- Titre : Harmagedon : Genma Wars
- Réalisation : Rintaro
- Scénario : Katsura Chiho, Masaki Mori et Naitô Makoto, d’après l’œuvre originale de Kazumasa Hirai
- Character design : Katsuhiro Ōtomo
- Musique : Nozomu Aoki
- Pays d'origine :  Japon
- Année de production : 1983
- Genre : science-fiction, Apocalypse
- Durée : 135 minutes
- Dates de sortie: Etats-Unis 1992 (Central Park Media)

#### Thèmes musicaux
La bande sonore est l’œuvre de Keith Emerson dont
- « Challenge Of The Psionic Fighters »
- « Hikari no Tenshi Children of the Light » (光の天使 CHILDREN OF THE LIGHT?) interprétée par Rosemary Butler

### Série télévisée
Ghenma wars - A l'aube de la légende (幻魔大戦 -神話前夜の章-, Genma Taisen - Shinwa zenya no shō)  est une série télévisée en 13 épisodes sortie 2002.

#### Liste des épisodes
| No | Titre français              | Titre japonais           | Titre japonais               | Date de 1re diffusion |
| No | Titre français              | Kanji                    | Rōmaji                       | Date de 1re diffusion |
| -- | --------------------------- | ------------------------ | ---------------------------- | --------------------- |
| 1  | Fils d'un démon             | 幻魔の仔                 | Genma no ko                  |                       |
| 2  | Rufu et Jinn                | ルーフとジン             | Rūfu to Jin                  |                       |
| 3  | La fin du voyage            | 旅路の果て               | Tabiji no hate               |                       |
| 4  | L'ordinateur 88             | こんぴゅーたあ88         | Konpyūtaa 88                 |                       |
| 5  | Tapis dans l'ombre          | 邪マニ忍ブモノ           | Yokoshima ni shinobu mono    |                       |
| 6  | Le rêve de Mina             | ミーナの夢               | Mīna no yume                 |                       |
| 7  | Nu!                         | ヌーよ!                  | Nū yo!                       |                       |
| 8  | Les retrouvailles           | 再会                     | Saikai                       |                       |
| 9  | Le roi, notre père          | 父・マ王!                | Chichi Maō!                  |                       |
| 10 | Skull city                  | 髑髏都市（スカルシティ） | Dokuro toshi (Sukaru shitei) |                       |
| 11 | Le véritable roi des Démons | 真・幻魔王               | Shin Genmaō                  |                       |
| 12 | Tombée du ciel              | 空から…                  | Sora kara...                 |                       |
| 13 | Mère                        | 母                       | Haha                         |                       |

### Jeux vidéo
Bega’s Battle est un Shoot 'em up sortie en 1983 par Data East sous forme de LaserDisc qui reprend des animations du film de 1983.